# Catamecia
Catamecia is een geslacht van vlinders van de familie Uilen (Noctuidae).

## Soorten
- C. bryophiloides Rothschild, 1914
- C. connectens (Hampson, 1902)
- C. furtiva Swinhoe, 1885
- C. kordofana Wiltshire, 1977
- C. minima (Swinhoe, 1889)